# Сінет (Міссурі)
Сінет (англ. Senath) — місто (англ. city) в США, в окрузі Данкін штату Міссурі. Населення — 1593 особи (2020).

## Географія
Сінет розташований за координатами 36°8′2″ пн. ш. 90°9′41″ зх. д. / 36.13389° пн. ш. 90.16139° зх. д. (36.134005, -90.161358).  За даними Бюро перепису населення США в 2010 році місто мало площу 4,98 км², уся площа — суходіл.

## Демографія
Згідно з переписом 2010 року, у місті мешкало 1767 осіб у 661 домогосподарстві у складі 433 родин. Густота населення становила 355 осіб/км².  Було 765 помешкань (154/км²).
Расовий склад населення:
| - 76,7 % — білих - 1,1 % — чорних або афроамериканців - 0,2 % — корінних американців - 0,1 % — азіатів - 20,7 % — осіб інших рас |

До двох чи більше рас належало 1,2 %. Частка іспаномовних становила 27,6 % від усіх жителів.
За віковим діапазоном населення розподілялося таким чином: 28,5 % — особи молодші 18 років, 54,0 % — особи у віці 18—64 років, 17,5 % — особи у віці 65 років та старші. Медіана віку мешканця становила 37,0 року. На 100 осіб жіночої статі у місті припадало 86,2 чоловіків;  на 100 жінок у віці від 18 років та старших — 86,0 чоловіків також старших 18 років.
Середній дохід на одне домашнє господарство  становив 42 222 долари США (медіана — 27 656), а середній дохід на одну сім'ю — 51 349 доларів (медіана — 38 906). Медіана доходів становила 36 429 доларів для чоловіків та 30 757 доларів для жінок. За межею бідності перебувало 35,0 % осіб, у тому числі 54,7 % дітей у віці до 18 років та 8,5 % осіб у віці 65 років та старших.
Цивільне працевлаштоване населення становило 563 особи. Основні галузі зайнятості: сільське господарство, лісництво, риболовля — 37,7 %, освіта, охорона здоров'я та соціальна допомога — 22,4 %, виробництво — 14,0 %, роздрібна торгівля — 8,3 %.